# Глиобластома
Мультиформная глиобласто́ма (англ. Glioblastoma multiforme, GBM) — наиболее частая и наиболее агрессивная форма опухоли мозга, которая составляет до 52 % первичных опухолей мозга и до 20 % всех внутричерепных опухолей. Несмотря на то, что глиобластома является наиболее частой первичной опухолью мозга, на 100 000 жителей Европы и Северной Америки регистрируется всего 2—3 случая заболевания. Термин «глиобластома» подразумевает два варианта этой болезни: гигантоклеточная глиобластома и глиосаркома.

## Факторы риска
Причина большинства случаев неясна. Наиболее известным фактором риска является воздействие ионизирующего излучения, в том числе излучение компьютерной томографии. Около 5 % случаев развивается в результате некоторых наследственных синдромов.

### Генетика
К нередким факторам риска относятся генетические заболевания, такие как нейрофиброматоз, синдром Ли-Фраумени, туберозный склероз или синдром Турко. К факторам риска также относится предшествующая лучевая терапия По неизвестным причинам она чаще встречается у мужчин.

### Экологическая обстановка
Другие возможные факторы риска: воздействие курения и пестицидов, работа в нефтеперерабатывающей промышленности, на производстве резины.
Глиобластому связывают с вирусами SV40, HHV-6, и цитомегаловирусом.

### Другое
Были проведены исследования, чтобы выяснить, является ли потребление копчёного мяса фактором риска. По состоянию на 2003 года риск не был подтверждён. Аналогичным образом в качестве факторов риска изучались воздействие формальдегида и электромагнитных полей в жилых помещениях (например, от сотовых телефонов и электропроводки в домах). По состоянию на 2015 года не было доказано, что они вызывают ГБМ.

## Причины
По неизвестным причинам глиобластома встречается чаще у мужчин. Большинство случаев глиобластомы носит спорадический характер, без генетической предрасположенности. Не установлена связь между глиобластомой и курением, потреблением консервированного мяса или воздействием электромагнитного поля. Возможно, фактором риска является потребление алкоголя. Заболеваемость глиобластомой связана с вирусами SV40, ВГЧ-6 и цитомегаловирусом. Есть небольшая зависимость глиобластомы от ионизирующего излучения. Анализ 2006 года связывает эту опухоль головного мозга с воздействием свинца на рабочем месте. Замечена связь случаев опухоли мозга и малярии. Предполагается, что малярийный комар, переносчик малярии, может передавать вирус или другой агент, который может увеличить риск глиобластомы.

## Лечение
При лечении может применяться химиотерапия, лучевая терапия и хирургическое лечение. Если опухоль нельзя удалить или удаляется менее 90 % её объёма, то такое лечение является паллиативным, нерадикальным, так как опухоль с большей вероятностью продолжит свой рост. Медиана выживаемости для пациентов, в отношении которых применялась лучевая и химиотерапия с темозоломидом, составляет 15 месяцев. Медиана выживаемости без лечения составляет 3 месяца, в то же время довольно часто пациенты проживают 1—2 года. Хотя серьёзных исследований эффективности хирургического лечения при данном заболевании не проводилось, хирургия остаётся стандартным методом лечения.

## Прогноз
В течение 5 лет выживает 1-10 % пациентов, таким образом прогноз складывается неблагоприятным.

## Доклинические исследования
Кетогенная метаболическая терапия в сочетании с лучевой, химиотерапией и гипербарической оксигенацией позволяет увеличить оксидативный стресс в клетках опухоли, одновременно ограничивая доступ к глюкозе и глютамину.

## Животные модели
По данным одного исследования, в мышиной модели глиобластомы, вызванной точечной делецией в гене p53, накопление мутантных белков p53 отмечается сначала в субвентрикулярной зоне, откуда и начинается распространение клеток прогениторно-подобного фенотипа, дающих начало опухоли.

## Генетические нарушения при глиобластоме
Наиболее частые генетические нарушения при первичных глиобластомах — это: утрата гетерозиготности (LOH) 10q (69 %), затем амплификация EGFR (34 %), мутация TP53 (31 %), гомозиготная делеция p16INK4a (31 %) и мутации PTEN (24 %). Во вторичных глиобластомах часты мутации TP53 и LOH 10q (65 % и 63 %), в то время как другие генетические нарушения редки.